# Shock Tactics
Shock Tactics es el tercer álbum de estudio de la banda británica de heavy metal Samson, publicado en 1981. Se trata del último álbum de estudio de la banda con el cantante Bruce Dickinson, que se unió a Iron Maiden tras la grabación de este disco.

## Lista de canciones

### Lado A
1. "Riding with the Angels" - 3:42
2. "Earth Mother" - 4:40
3. "Nice Girl" - 3:19
4. "Blood Lust" - 6:00
5. "Go to Hell" - 3:18

### Lado B
1. "Bright Lights" - 3:07
2. "Once Bitten" - 4:36
3. "Grime Crime" - 4:32
4. "Communion" - 6:32

## Personal
- "Bruce Bruce" Dickinson – Voz
- Paul Samson – Guitarra, voz
- Chris Aylmer – Bajo
- Thunderstick – Batería, voz